# Amfitheater van Statilius Taurus
Het Amfitheater van Statilius Taurus (Latijn:Amphitheatrum Statilii Tauri) was een amfitheater in het Oude Rome.
Het amfitheater werd gebouwd in 29 v.Chr. en was het eerste stenen amfitheater in Rome. De eerdere arena's waren houten constructies die tijdelijk werden neergezet.
De opdrachtgever voor het amfitheater was Titus Statilius Taurus, die het uit eigen middelen betaalde. Statilius Taurus was een succesvol generaal en politicus in de tijd van keizer Augustus en had gedurende zijn carrière veel rijkdom vergaard. Bij de opening betaalde hij ook zelf de voorstelling met gladiatoren gevechten. Uit dank voor het bouwen van het amfitheater en de openingsspelen, gaven de Romeinen Statilius Taurus het recht jaarlijks een van de praetors te benoemen.
Het amfitheater werd gebouwd in het zuidelijk deel van het Marsveld, in een periode dat daar veel nieuwe theaters en tempels werden gebouwd. Binnen 50 jaar verschenen in deze buurt het Theater van Pompeius, het Amfitheater van Statilius Taurus, het Theater van Marcellus en het Theater van Balbus.
Het was geen groot amfitheater. Cassius Dio schrijft dat keizer Caligula geen genoegen nam met het amfitheater van Taurus en zijn spelen liever in de grotere ruimte van de Saepta Julia hield. Ook begon hij met de bouw van een nieuw amfitheater, al werd dat nooit voltooid. Ook Nero was ontevreden over het amfitheater en liet in 57 n.Chr. een groot houten amfitheater van hout bouwen, het Amphitheatrum Neronis.
Bij de grote brand van 64, die twee derde van Rome in de as legde, werd het amfitheater van Taurus geheel verwoest. Waarschijnlijk was alleen de kern van het gebouw van steen en waren de tribunes van hout. In 72 liet keizer Vespasianus weer een nieuw stenen amfitheater in Rome bouwen, dat veel groter was. Dit was het Amphitheatrum Flavium, tegenwoordig bekend als het Colosseum.
De exacte locatie van het amfitheater is niet meer bekend. De historicus en topograaf Filippo Coarelli wijst als mogelijk plaats het Palazzo Cenci aan. Dit is gebouwd op een kunstmatige heuvel, die bestaat uit de restanten van een antiek gebouw. In het verleden is hier een restant van een rond gebouw opgetekend, dat destijds werd toegeschreven aan het Theater van Balbus, waarvan men tegenwoordig weet dat het elders stond. Eerder stond hier het Circus Flaminius, maar dat had zijn functie als stadion in de tijd van Augustus al verloren. Het amfitheater diende daarom mogelijk ook ter vervanging van het circus.

## Bron
- S. Platner - comp. rev. T. Ashby, art. Amphitheatra, in S. Platner - comp. rev. T. Ashby, A Topographical Dictionary of Ancient Rome, Londen, 1929, pp. 5‑11.
- F. Coarelli, Rome and environs - an archeological guide, Berkeley 2007. pp.273. ISBN 9780520079618